# Донай
Донай (порт. Donai) — район (фрегезия) в Португалии, входит в округ Браганса. Является составной частью муниципалитета Браганса. По старому административному делению входил в провинцию Траз-уш-Монтиш и Алту-Дору. Входит в экономико-статистический субрегион Алту-Траз-уш-Монтиш, который входит в Северный регион. Население составляет 416 человек на 2001 год. Занимает площадь 13,91 км².